# Romakkajärvi
Romakkajärvi är en sjö i kommunen Pello i landskapet Lappland i Finland. Sjön ligger 99 meter över havet. Den är 5,15 meter djup. Arean är 62 hektar och strandlinjen är 4,27 kilometer lång. Sjön  ingår i Torne älvs huvudavrinningsområde.   Den ligger omkring 54 kilometer väster om Rovaniemi och omkring 730 kilometer norr om Helsingfors.